# Umetni splav v Sloveniji
V Sloveniji je umetna prekinitev nosečnosti na zahtevo nosečnice zakonita. Do 10. tedna nosečnosti je dovoljen splav na zahtevo nosečnice. Po 10. tednu je potrebna odobritev komisije 1. ali 2. stopnje. Skrajna meja za splav je 28. teden. Po 22. tednu nosečnosti se govori o porodu mrtvorojenca.
Splav je večinoma brezplačen. Za dostop do splava ni starostne omejitve. Mladoletne nosečnice za izvedbo ne potrebujejo soglasja staršev, vendar so ti po zakonu praviloma obveščeni, razen če je mladoletnica že pridobila popolno poslovno sposobnost.
V Sloveniji se število splavov zmanjšuje. Leta 2017 je bilo v Sloveniji opravljenih 3529 umetnih splavov, leta 2022 pa 2996 splavov.

## Ureditev
Prekinitev nosečnosti je v Sloveniji na zahtevo nosečnice dovoljena do 10. tedna nosečnosti. Po 10. tednu mora nosečnica izdati pisno prošnjo, ki jo mora odobriti komisija za umetno prekinitev nosečnosti I. in II. stopnje. Za prekinitev nosečnosti je potrebna napotnica osebnega ginekologa. Splav je mogoče uradno opraviti najkasneje do 22. tedna nosečnosti, kasnejše pa je to mogoče zgolj z induciranim porodom.
Za prekinitev nosečnosti ni starostne omejitve, mladoletne osebe pa za izvedbo ne potrebujejo soglasja staršev.

### Zgodovina
V času medvojne Kraljevine Jugoslavije je leta 1929 postalo zakonito izvajanje splavov iz zdravstvenih razlogov(str.152) (grožnja življenju ali zdravju nosečnice). Po drugi svetovni vojni je prišlo do dodatnih sprememb na področju, ki so omogočile splav v primeru posilstva ali drugih kaznivih dejanj in socialnih razlogov. Umetni splav je bil v FLR Jugoslaviji legaliziran leta 1952, leta 1974 pa je SFR Jugoslavija postala ena izmed prvih držav, ki je pravico do svobodnega odločanja o rojstvu otrok zapisala v ustavo. V SR Sloveniji so bile leta 1977 odpravljene vse zakonske omejitve razen zdravstvenih za elektivno izvajanje splava.(str.152) V Republiki Sloveniji je svoboda odločanja o rojstvu otrok zapisana v 55. členu Ustave RS, ki navaja: »Odločanje o rojstvih svojih otrok je svobodno. Država zagotavlja možnosti za uresničevanje te svoboščine in ustvarja razmere, ki omogočajo staršem, da se odločajo za rojstva svojih otrok.« Pravica do splava v členu ni izrecno zapisana in ostaja nedorečeno vprašanje. Zakonsko uredbo na področju določa Zakon o zdravstvenih ukrepih pri uresničevanju pravice do svobodnega odločanja o rojstvu otrok iz leta 1977.
Ministrstvo za delo, družino in socialne zadeve 1. Janševe vlade je leta 2006 v okviru Strategije za dvig rodnosti predlagalo, naj umetna prekinitev nosečnosti postane plačljiva (cena storitve je tedaj znašala nekaj več kot 100.000 tolarjev) razen v primerih, ko je ogroženo življenje nosečnice. Tedanji minister Janez Drobnič (NSi) je dejal, da je vodilo predloga "da je življenje od spočetja do naravne smrti vrednota" ter da je "[š]tevilo splavov [...] boleča rana družbe, ki je premalo naklonjena življenju [...]". Drobnič je prav tako izpostavil, da sistem javnega zdravstva krije stroške "le [za] štiri poskuse umetne oploditve, vse naslednje, ki lahko stanejo med 400.000 in milijon tolarji, pa si morajo kriti sami"; Drobniču se je zato zdelo krivično, da je splav vselej brezplačen, ne pa tudi pomoč parom, ki "želi[jo] podariti življenje". Drobnič je rešitev za neželene nosečnosti prepoznal v spodbujanju sistema rejništva in posvojitve, "da [otroka] oddajo tistim, ki si ga želijo".

## Izvajanje
V Sloveniji je po podatkih iz leta 2019 zaradi ugovora vesti splava ne izvaja 10 ginekologov oz. okoli 3 % od 296 slovenskih ginekologov. V Slovenijo prihajajo zaradi pomankljivega dostopa do storitve v domači državi prekinitev nosečnosti opravljati tudi mnoge prebivalke Hrvaške. Za samoplačnike oz. tuje državljane je strošek prekinitve nosečnosti z medikamenti 200 €, poznega splava (prekinitve nosečnosti s porodom) pa 1.100 €.

## Statistični podatki
Velika večina (92 %) splavov je v Sloveniji opravljenih do 10. tedna nosečnosti. Po podatkih raziskave iz leta 2006 na ljubljanskem območju je 48,7 % nosečnic kot razlog za željo po izvedbi splava navedla neželjo po imetju otrok oz. dodatnih otrok, 35,3 % jih zaradi finančno-bivanskih okoliščin, 29,7 % pa šolanje oz. kariero, ostali navedeni razlogi so vključevali še nenačrtovano nosečnost, neugodne življenjske razmere in težave v partnerskem odnosu.
Slovenija je med najuspešnejšimi državami EU po preprečevanju neželenih nosečnosti in ima eno izmed najnižjih stopenj splavov v Evropi. Stopnja umetnih splavov v Sloveniji že dlje časa upada.

### Zgodovinski podatki
Od začetka zakonitega izvajanja splavov leta 1929 do leta 1977 so se podatki o številu izvedenih splavov sicer zbirali, a ti podatki niso zanesljivi.(str.152) V začetku 1980-ih let je bilo v državi opravljenih skoraj 20.000 splavov na leto. Največje število splavov je bilo zabeleženo leta 1982 (21.185 splavov oz. 1,5 splava na žensko na leto), odkar število vztrajno vpada.(str.152) Leta 2000 je bilo opravljenih le še 8.425 splavov, leta 2007 5.209, leta 2010 4.328, leta 2011 4.236, leta 2012 4.106, leta 2015 3.682 in leta 2017 3.529.
Pada tudi število splavov med mladoletnimi osebami. Leta 2000 je bilo takšnih 10 %, leta 2015 pa 5,6 %.
V Sloveniji je zaradi posledic splava oseba nazadnje umrla leta 1986.

## Družba

### Demografija
Največji delež splavov je bil leta 2002 izveden med poročenimi ženskami z dvema ali več otroki. Po podatkih iz leta 2002 večina žensk, ki se je odločila za splav, ob zanositvi ni uporabljala ali nobene kontracepcijske metode, ali pa je uporabljala manj zanesljive kontracepcijske metode. Splav pogosteje opravljajo ženske z nižjo stopnjo izobrazbe; določene demografske skupine žensk splav še vedno dojemajo kot način uravnavanja rodnosti.(str.153)

### Stališča
Javno mnenje
Leta 2017 je 80,4 % anketirane javnosti podpiralo trenutno uredbo pravice do splava v Sloveniji, 12,0 % pa ji je nasprotovalo.
Stališča političnih strank
Pred državnozborskimi volitvami leta 2014 sta se proti pravici do splava izrecno izrekli zgolj stranki Nova Slovenija ("Krščanski demokrati se zavzemamo za spoštovanje življenja od spočetja do naravne smrti.") in Slovenska ljudska stranka ("V primeru pravice do splava v SLS izhajamo iz načela dostojanstva človeka od spočetja do smrti z izjemo, kjer je ogroženo tudi življenje matere. [...] Splav prekine življenje nerojenega otroka in pušča trajne posledice na materah, zato se v SLS zavzemamo za obvezno osveščanje o vseh posledicah splava in predhodno izčrpanje vseh alternativnih možnosti, ki bi omogočile rojstvo otroka."). Stranka Mira Cerarja je podala mnenje, da je umetni splav sicer v nasprotju z ustavno pravico do nedotakljivosti človekovega življenja, a da ga pravica do avtonomije nad lastnim telesom presega dokler ni mogoče ohraniti neodvisnega življenja ploda. Matej Tonin, vodja stranke NSi, je v intervjuju iz leta 2018 rekel, da ne podpira prepovedi splava, a da želi, da se dostop do splava oteži z birokratskimi ovirami in ter da se storitev izvzame iz pravic osnovnega zdravstvenega zavarovanja.
Stališče zdravniške stroke
Etične smernice zdravniškega poklica v zvezi z umetno prekinitvijo nosečnosti določa 22. člen kodeksa zdravniške etike Zdravniške zbornice Slovenije, ki se glasi: "Zdravnik spoštuje življenje od spočetja dalje in s svetovanjem tak odnos prenaša na širšo skupnost. Zdravnik se zaveda etičnih dilem v zvezi z umetno prekinitvijo nosečnosti in je ne priporoča kot metodo načrtovanja družine. Na odločitev o prekinitvi nosečnosti nikoli ne sme vplivati morebiten interes za uporabo zarodka v kakršenkoli namen." Zdravniki lahko po Zakonu o zdravstveni dejavnosti (1992) uveljavljajo ugovor vesti in poseg odklonijo, vendar ob tem pacientko napotijo k drugemu zdravniku.
Stališče RKC
Ob snovanju ustave leta 1991 se je slovenska Rimokatoliška cerkev izrekla proti zapisu pravice do splava v ustavo RS. RKC je ob tem podala mnenje, da splav ni temeljna človekova pravica ter je strokovno, etično in politično vprašanje, vključitev katerega v ustavo RS bi lahko slednjo spolitizirala in vrednotno odtujila od dela prebivalstva.
Nasprotniki pravice do splava
V Sloveniji deluje več civilnih organizacij, ki nasprotujejo pravici do splava, med drugim Zavod Iskreni, 24KUL.si, Zavod ŽIV!M in zavod Božji otroci.